# Chobi
Chobi – miasto w Gruzji, w regionie Megrelia-Górna Swanetia. W 2014 roku liczyło 4242 mieszkańców. Osada Chobi uzyskała status miasta w 1981 roku i obecnie funkcjonuje jako centrum administracyjne dystryktu Chobi.